# Торкі Юнайтед
ФК «Торкі Юнайтед» (англ. Torquay United Football Club) — англійський футбольний клуб з міста Торкі, заснований у 1899 році. Виступає в Національній лізі. Домашні матчі приймає на стадіоні «Плейнмур», потужністю 6 500 глядачів.